# Grauwe mist
Grauwe mist (Siwa mgła) is een symfonisch gedicht gecomponeerd door de Pool Wojciech Kilar. Het is geschreven voor bariton en symfonieorkest. De teksten voor de zangstem zijn ontleend aan volksverhalen.

## Compositie
Het symfonisch gedicht begint met dissonante strijkers, die als mist een schimmige indruk achterlaten. De bariton zet daarna in en wordt dan begeleid door de strijkers. Langzaam wordt de muziek helder en harmonieuzer. De mist trekt weliswaar op maar blijft de compositie overschaduwen.

## Samenstelling
- bariton
- geen houtblazers
- 4 hoorns; 3 trompetten; 3 trombones;
- 4 man slagwerk; harp; piano
- 14 eerste violen ; 12 tweede violen; 8 altviolen , 8 celli, 8 contrabassen

De eerste uitvoering vond plaats in Bydgoszcz, door het Krakau Filharmonsich Orkest o.l.v. Jerzy Katlewicz.

## Bron en discografie
- uitgave Naxos; Filharmonisch Orkest van Warschau o.l.v. Antoni Wit ; bariton Wieslaw Ochman
- Tekst